# Santiago (Vorname)
Santiago (es: [san.ˈtja.ɣo], pt: [sɐ̃.ti.ˈa.gu], pt-BR: [sɐ̃.t͡ʃi.ˈa.gu]) ist ein männlicher Vorname.

## Herkunft und Bedeutung
Beim Namen Santiago handelt es sich um eine Verschmelzung von Sant’Iago, was für Santo Iago, zu Deutsch Heiliger Jakob, steht.
→ Siehe auch: Jakob (Name)

## Verbreitung
In Spanien hat sich der Name Santiago unter den 100 beliebtesten Jungennamen etabliert. Im Jahr 2021 belegte er Rang 64 der Vornamenscharts. In Chile stieg der Name zuletzt in den Vornamenscharts auf und zählt seit 2018 zu den 10 meistgewählten Jungennamen. Zuletzt stand er auf Rang 5 der Hitliste (Stand 2021). In Argentinien belegte er im Jahr 2021 Rang 14.
Auch in Portugal zählt Santiago zu den beliebtesten Jungennamen. In den Jahren 2016 und 2017 stand er an der Spitze der Hitliste. Im Jahr 2018 sank er auf Rang 3 ab. Demgegenüber kommt der Name in Brasilien nur sehr selten vor.
In den USA stieg Santiago insbesondere in den 1990er und 2000er Jahren in den Vornamenscharts auf. Seit 2017 findet er sich unter den 100 beliebtesten Jungennamen, im Jahr 2021 belegte er Rang 63 der Hitliste.
In Deutschland wird Santiago recht selten vergeben. Im Jahr 2021 belegte er Rang 431 der Vornamenscharts.

## Varianten

### Vollformen
- Baskisch: Xanti

### Kurzformen
- Katalanisch: Dídac
- Portugiesisch: Diogo, Tiago, Thiago
- Spanisch: Diego, Santi
  - Mittelalterlich: Didacus

## Namensträger
- Santiago Arias (* 1992), kolumbianischer Fußballspieler
- Santiago Ascacíbar (* 1997), argentinischer Fußballspieler
- Santiago Benítez (1903–1997), paraguayischer Fußballspieler
- Santiago Bernabéu (1895–1978), spanischer Fußballspieler und -funktionär
- Santiago Cabrera (* 1978), chilenischer Filmschauspieler
- Santiago Calatrava (* 1951), spanisch-schweizerischer Architekt, Bauingenieur und Künstler
- Santiago Cañizares (* 1969), spanischer Fußballspieler
- Santiago Carrillo (1915–2012), spanischer Politiker der Kommunistischen Partei Spaniens (PCE)
- Santiago Espel (* 1960), argentinischer Schriftsteller
- Santiago Freixa (* 1983), spanischer Hockeyspieler
- Santiago Giraldo (* 1987), kolumbianischer Tennisspieler
- Santiago Huerta Fernández (* 1955), spanischer Architekt und Historiker der Bautechnik
- Santiago Iglesias (1872–1939), puerto-ricanischer Politiker
- Santiago Lange (* 1961), argentinischer Marineingenieur und olympischer Segler
- Santiago Leibson (* 1988), argentinischer Jazzmusiker
- Santiago Maldonado (1989–2017), argentinischer Menschenrechtsaktivist
- Santiago Mitre (* 1980), argentinischer Filmemacher
- Santiago Nazarian (* 1977), brasilianischer Schriftsteller
- Santiago Pérez (* 1977), spanischer Radrennfahrer
- Santiago Ramírez Morales (* 1994), kolumbianischer Radsportler
- Santiago Ramírez (Fußballspieler) (* 1998), uruguayischer Fußballspieler
- Santiago María Ramírez de Dulanto (1891–1967), spanischer Philosoph und Theologe
- Santiago Ramón y Cajal (1852–1934), spanischer Mediziner und Histologe
- Santiago Sierra (* 1966), spanischer Konzeptkünstler
- Santiago Solari (* 1976), argentinischer Fußballspieler
- Santiago Urdiales (* 1980), spanischer Handballspieler und -trainer
- Santiago Vila i Vicente (* 1973), katalanischer Historiker und Politiker
- Santiago Yusta (* 1997), spanischer Basketballspieler
- Santiago Ziesmer (* 1953), deutscher Schauspieler, Sänger, Synchron- und Hörspielsprecher